# No Escape
No Escape, tidligere kendt som The Coup, er en kommende amerikansk action thrillerfilm instrueret af John Erick Dowdle, der skrev manuskriptet i samarbejde med sin bror, Drew Dowdle. Hovedrollerne spilles af Owen Wilson, Pierce Brosnan og Lake Bell og fortæller historien om en forretningsmand, der er fanget med sin familie i et krigszoneområde.
Film er planlagt til at have amerikansk premiere den 2. september 2015.

## Handling
En amerikansk familie på fire personer skal flytte til Thailand, hvor der lige pludselig opstår en borgerkrig, fordi amerikanerne skal administrere vandet. Så nu begynder mange thailændere at angribe hoteller og butikker - Selvfølgelig begynder de jo primært på at angribe turisterne, så denne amerikanske bliver nødt til at forsvare sig selv bedst muligt, for at overleve en stor borgerkrig!

## Medvirkende
- Owen Wilson som Jack Dwyer
- Pierce Brosnan som Hammond
- Lake Bell som Annie Dwyer
- Sterling Jerins som Lucy Dwyer
- Spencer Garrett som Recruiter
- Karen Gemma Dodgson
- Byron Gibson
- Sahajak Boonthanakit som Kenny Roger
- Claire Geare som Beeze Dwyer
- Russell Geoffrey Banks

## Produktion

### Udvikling
Det blev rapporteret i 2012 at Owen Wilson ville spille hovedrollen i en actionfilm kaldet The Coup, med en stemning beskrevet som den samme i Taken (2009), og omhandler en amerikansk familie, der flytter til Sydøstasien og finder dem selv involveret i et voldeligt oprør mod regeringen, hvor rebeller nådesløst angriber byen." Senere under Cannes Filmfestivalen blev det rapporteret af Pierce Brosnan sluttede sig til projektet, med en rolle som en "mysterious and ultimately heroic government operative." John Erick Dowdle, kendt for sine utallige gyserfilm, der skrev manuskriptet med sin bror, Drew Dowdle, blev hyret til at instruere filmen. Michelle Monaghan, der også havde sluttet sig til rollebesætningen, blev castet som hustuen til Wilsons karakter.
Det blev bekræftet i august 2013 at Bold Films ville finansiere filmen og erstattede dermed Crime Scene Pictures. Senere på året blev det rapporteret, at Lake Bell erstattede Monaghan og hendes karakter skulle hedde Annie Dwyer, der var en elsket kvinde, der synes at have det perfekte familieliv. Optagelserne begyndte 31. oktober 2013 i Thailand.

## References
1. ↑  "No Escape - ComingSoon.net". Arkiveret fra originalen 7. juli 2015. Hentet 11. juni 2015.
2. ↑  "Owen Wilson to Star in Action Drama THE COUP". Collider.com. 24. april 2012. Arkiveret fra originalen 27. marts 2015. Hentet 11. juni 2015.
3. ↑  "Cannes 2012: Pierce Brosnan Joins Crime Scene's Thriller The Coup". The Hollywood Reporter. 1. maj 2012.
4. ↑  "Michelle Monaghan Joins Owen Wilson, Pierce Brosnan In The Coup". Deadline.com. 11. maj 2012.
5. ↑  "Bold Films Gets $35 Million Comerica Infusion; Will Finance The Coup With Owen Wilson And Pierce Brosnan". Deadline.com. 8. august 2013.
6. ↑  "Lake Bell Joins Owen Wilson and Pierce Brosnan in The Coup". MovieWeb.com. 7. oktober 2013. Arkiveret fra originalen 11. oktober 2013. Hentet 11. juni 2015.